# 刘忠范
刘忠范（1962年10月—），男，吉林九台人，中国物理化学家，北京大学教授。

## 生平
1983年7月获吉林工学院（2002年更名为长春工业大学）化学工程系学士学位。1987年3月获日本横滨国立大学硕士学位。1990年3月获东京大学博士学位。
1990年4月至1991年8月，在东京大学做博士后。1991年8月至1993年5月，在日本分子科学研究所做博士后。
1993年6月至1993年8月，任北京大学化学院副教授。1993年8月起，任教授。1999年，被推选为长江学者特聘教授。
2011年当选为中国科学院院士。2015年11月，当选为发展中国家科学院（TWAS）院士。
2018年1月，当选第十三届全国政协委员。